# نائومی یاشیرو
نائومی یاشیرو (انگلیسی: Naomi Yashiro؛ زادهٔ ۳۰ دسامبر ۱۹۷۷) بازیکن بسکتبال اهل ژاپن بود.